# Còmics europeus

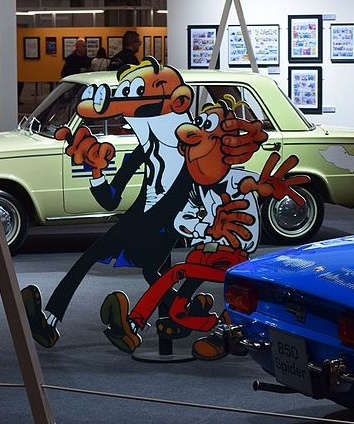
Personatges de còmic europeu

Els còmics europeus són còmics produïts a Europa. L'àlbum de còmics és un suport imprès molt comú. L'àlbum típic s'imprimeix en gran format, generalment amb paper i colors d'alta qualitat, normalment 24 x 32 cm, té entre 48 i 60 pàgines, però són habituals els exemples amb més de 100 pàgines. Tot i que de vegades s'anomena novel·la gràfica, aquest terme s'utilitza rarament a Europa i no sempre és aplicable, ja que els àlbums sovint consten d'històries curtes separades, cosa que els situa a mig camí entre un còmic book i una novel·la gràfica. Els gèneres del còmic europeu varien des de la vena humorística d'aventures, com ara Les aventures de Tintín i Astèrix, fins a temes més adults com ara Tex Willer, Diabolik i Thorgal.

## Història
Les arrels dels còmics europeus en paper es remunten a les caricatures del segle XVIII (que es burlaven d'estils o comportaments d'altres) d'artistes com William Hogarth. L'artista suís de principis del segle XIX, Rodolphe Töpffer, és considerat per molts com el "pare del còmic modern" i la seva publicació Histoire de Mr. Vieux Bois (1837) de vegades s'anomena el primer "còmic".
Altres precursors inclouen llibres il·lustrats com ara Max i Moritz (1865) de Wilhelm Busch.
Els còmics francobelgues, els còmics espanyols i els còmics italians es troben històricament entre les escenes dominants dels còmics europeus.
Anteriorment, en murals s'utilitzaven pintures que representaven històries en marcs seqüencials utilitzant text descriptiu; un exemple d'això és el que està escrit en grec, que data del segle II i es troba a Capitolies, avui a Jordània.

## Festivals
Diversos festivals que celebren el còmic se celebren arreu d'Europa. Aquests inclouen:
- Amadora BD, Portugal
- Festival Internacional del Còmic d'Angoulême, França
- Festival Internacional de Còmics Fumetto, Lucerna, Suïssa
- Festival de còmics de Hèlsinki, Finlàndia
- Festival Internacional de Còmics "Salon Stripa", Sèrbia
- Festival Internacional de Còmics i Jocs, Polònia
- Festival Internacional d'Art Còmic de The Lakes, Kendal, Regne Unit
- Festival de Còmics de Lille, França
- Lucca Comics & Games, Itàlia
- Heroes Comic Con, Madrid
- Saló Internacional del Còmic de Barcelona